# Cratere Lagerlöf
Lagerlöf  è un cratere sulla superficie di Venere. Deve il proprio nome alla scrittrice svedese Selma Lagerlöf, prima donna a ricevere il premio Nobel per la letteratura nel 1909.